# Hucianka (dopływ Kwaczanki)

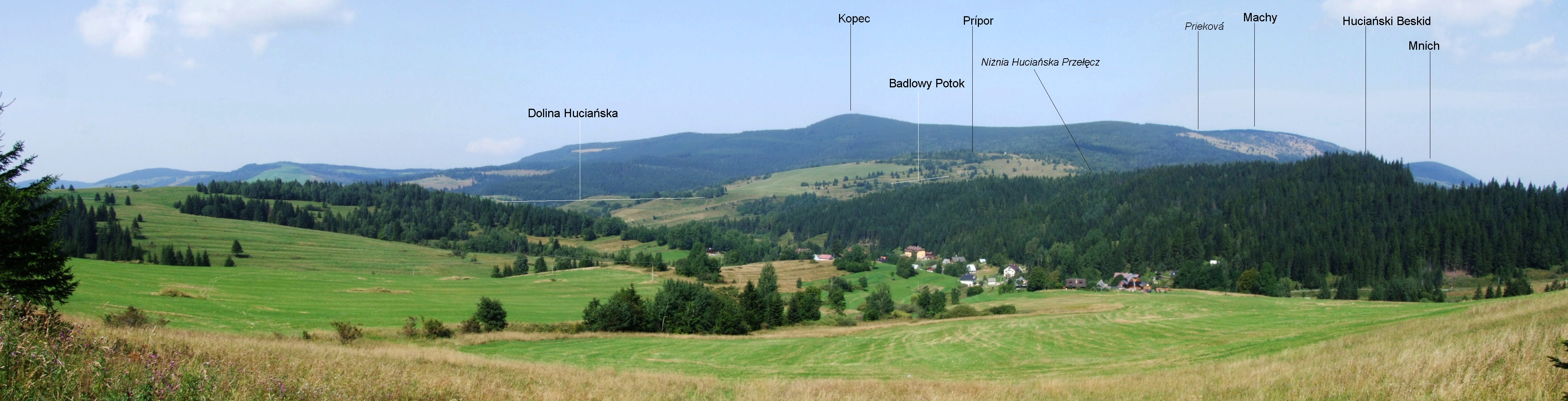
Dolina Huciańska

Hucianka lub Huciański Potok (słow. Hutianka) – potok na Słowacji spływający dnem Doliny Huciańskiej. Powstaje w miejscowości Huty z połączenia dwóch potoków: Badlovego potoku spływającego spod Huciańskiej Przełęczy oraz Potoku Jaworzyńskiego spływającego z Tatr, spod Jaworzyńskiej Przełęczy. Spływa w południowo-zachodnim kierunku przez miejscowość Huty. W Obłazach łączy się z Roztockim Potokiem i Borovianką i wpływa do Doliny Kwaczańskiej, zmieniając nazwę na Kwaczanka. Takie jest ujęcie polskich autorów. Na niektórych słowackich mapach nie jest wyróżniana nazwa Hucianka i cały potok od ujścia do źródeł ma nazwę Kwaczanka.
Oprócz Potoku Badlowego i Jaworzyńskiego większym jej dopływem jest spływający z Pogórza Skoruszyńskiego Świniarski Potok.